# 6404 Ванавара
6404 Ванавара (6404 Vanavara) — астероїд головного поясу, відкритий 6 серпня 1991 року.
Тіссеранів параметр щодо Юпітера — 3,222.
Названо на честь сільського поселення Ванавари Красноярського краю, Росія.